# Championnat de Mauritanie de football 2012-2013
Navigation
Édition précédente Édition suivante
La saison 2012-2013 du Championnat de Mauritanie de football est la trente-quatrième édition de la Première Division, le championnat national de première division en Mauritanie. Les quatorze équipes engagées sont regroupées au sein d'une poule unique où elles affrontent deux fois leurs adversaires, à domicile et à l'extérieur. En fin de saison, les deux derniers du classement final sont relégués et remplacés par les deux meilleures équipes de deuxième division.
C'est le FC Nouadhibou qui remporte la compétition cette saison après avoir terminé en tête du classement, avec trois points d'avance sur l'ACS Ksar et neuf sur l'ASAC Concorde. C'est le quatrième titre de champion de Mauritanie de l'histoire du club.

## Participants
- ASC Nasr Zem Zem
- CF ASC SNIM Cansado
- ACS Ksar
- ASAC Concorde
- ASC Police
- ASC Kédia
- ASC Ittihad Assaba- Promu de D2
- AS Garde Nationale - Promu de D2
- FC Tidjikja Sebkha
- ASC Imraguens
- FC Nouadhibou
- FC Tevragh Zeïna
- FC Legwareb-Trarza
- ASC Armée Nationale

## Compétition

### Classement
Le classement est établi sur le barème de points suivant : victoire à 3 points, match nul à 1, défaite à 0.
| Rang | Équipe              | Pts | J  | G  | N  | P  | Bp | Bc | Diff |
| ---- | ------------------- | --- | -- | -- | -- | -- | -- | -- | ---- |
| 1    | FC Nouadhibou       | 60  | 26 | 18 | 6  | 2  | 67 | 15 | +52  |
| 2    | ACS Ksar            | 57  | 26 | 16 | 9  | 1  | 39 | 11 | +28  |
| 3    | ASAC Concorde       | 51  | 26 | 14 | 9  | 3  | 52 | 19 | +33  |
| 4    | FC Tevragh ZeïnaT   | 49  | 26 | 13 | 10 | 3  | 41 | 15 | +26  |
| 5    | FC Tidjikja Sebkha  | 40  | 26 | 12 | 4  | 10 | 41 | 27 | +14  |
| 6    | ASC Ittihad AssabaP | 34  | 26 | 8  | 10 | 8  | 25 | 34 | -9   |
| 7    | CF ASC SNIM Cansado | 31  | 26 | 9  | 4  | 13 | 33 | 34 | -1   |
| 8    | FC Legwareb-Trarza  | 27  | 26 | 5  | 12 | 9  | 19 | 25 | -6   |
| 9    | AS Garde NationaleP | 26  | 26 | 5  | 11 | 10 | 22 | 39 | -17  |
| 10   | ASC Kédia           | 26  | 26 | 5  | 11 | 10 | 17 | 35 | -18  |
| 11   | ASC Nasr Zem ZemC   | 24  | 26 | 5  | 9  | 12 | 27 | 40 | -13  |
| 12   | ASC Armée Nationale | 24  | 26 | 5  | 9  | 12 | 22 | 43 | -21  |
| 13   | ASC Police          | 23  | 26 | 4  | 11 | 11 | 16 | 42 | -26  |
| 14   | ASC Imraguens       | 13  | 26 | 2  | 7  | 17 | 13 | 55 | -42  |

|  | Qualification pour la Ligue des champions de la CAF 2014                                   |
|  | Relégation directe en deuxième division                                                    |
|  | T : Tenant du titre C : Vainqueur de la Coupe de Mauritanie P : Promu de deuxième division |

## Bilan de la saison
| Championnat de Mauritanie de football 2012-2013 |                          |
| Champion                                        | FC Nouadhibou (4e titre) |
| Coupes et trophées                              |                          |
| Vainqueur de la Coupe de Mauritanie 2012-2013   | ASC Nasr Zem Zem         |
| Qualifications continentales                    |                          |
| Ligue des champions de la CAF 2014              | FC Nouadhibou            |
| Coupe de la confédération 2014                  | Aucun                    |
| Promotions et relégations                       |                          |
| Promus en Première division                     | ADK Moderne              |
| Promus en Première division                     | ASC Guemeul Satara       |
| Relégués en Deuxième division                   | ASC Police               |
| Relégués en Deuxième division                   | ASC Imraguens            |